# Milan Rašić
Milan Rašić (Zaječar, 2 febbraio 1985) è un pallavolista serbo.
Gioca nel ruolo di centrale nel Samen Al-Hojaj Khorasan Volleyball Club.

## Carriera
Milan Rašić nasce pallavolisticamente nell'Odbojkaški klub Crvena zvezda, prima a livello giovanile e poi in prima squadra: negli anni trascorsi con il club di Belgrado conquista un campionato serbo, una coppa nazionale ed esordisce nelle coppe europee, compresa la Champions League raggiunta nel 2008-09; riceve inoltre le prime convocazioni in nazionale.
Nella stagione 2010-11 si trasferisce in Slovenia all'Odbojkarski Klub ACH Volley, ottenendo per tre anni consecutivi sia la vittoria del campionato che della Coppa di Slovenia; nel 2010-11 e nel 2012-13 conquista anche la Middle European League; con la sua nazionale vince la medaglia d'oro nel campionato europeo 2011 e quella di bronzo nel 2013.
A metà del campionato 2013-14 passa all'Association Sportive Cannes Volley-Ball nella Ligue A francese, per poi giocare nella Super League iraniana nella stagione 2015-16 con il Samen Al-Hojaj Khorasan Volleyball Club.

## Palmarès
- Campionato serbo: 1

2007-08
- Campionato sloveno: 3

2010-11, 2011-12, 2012-13
- Coppa di Serbia: 1

2008-09
- Coppa di Slovenia: 3

2010-11, 2011-12, 2012-13
- Middle European League: 2

2010-11, 2012-13